# Спортска дворана Лакташи
Спортска дворана Лакташи је вишенаменска спортска дворана у Лакташима, Република Српска, Босна и Херцеговина. Капацитет дворане је 3.050 седећих места, а тренутно је домаћи терен КК Игокеа.

## Историја
Изградња дворане је коштала 15 милиона конвертибилних марака, а средства за изградњу су обезбеђена преко Инвестиционо-развојне банке и развојног програма Републике Српске.
Дворану су 6. октобра 2010. свечано отворили председник Владе Републике Српске Милорад Додик и начелник општине Лакташи Милован Тополовић. Након тога је уследила и пријатељска утакмица између Игокее и грчког Панатинаикоса, у којој су гости славили са 85:67.
Дана 29. јула 2012. дворана је била домаћин пријатељске утакмице сениорских кошаркашких репрезентација Србије и Украјине (84:64).
Од 25. до 27. априла 2013. дворана је била домаћин завршног турнира четворице (фајнал фора) Јадранске лиге за сезону 2012/13.